# 内海暎郎
内海 暎郎（うつみ あきお、1942年（昭和17年）9月7日 - ）は、日本の経営者。元三菱UFJ信託銀行会長。元三菱東京フィナンシャル・グループ会長。神奈川県出身。

## 来歴
1965年（昭和40年）3月 東京大学経済学部卒業、同年4月三菱信託銀行株式会社入社。
1986年（昭和61年）7月 三菱信託銀行株式会社ロンドン支店副支店長、1987年（昭和62年）5月 三菱信託銀行株式会社国際企画部長、1988年（昭和63年）7月 三菱信託銀行株式会社資本市場部長、1989年（平成元年）6月 三菱信託銀行株式会社業務部長、1991年（平成3年）6月 三菱信託銀行株式会社取締役業務部長、1992年（平成4年）6月 三菱信託銀行株式会社取締役丸の内支店長、1993年（平成5年）6月 三菱信託銀行株式会社常務取締役丸の内支店長、1994年（平成6年）2月 三菱信託銀行株式会社常務取締役大阪支店長。
1995年（平成7年）6月 三菱信託銀行株式会社専務取締役、1998年（平成10年）6月 三菱信託銀行株式会社取締役副社長、1999年（平成11年）6月 三菱信託銀行株式会社取締役社長、2001年（平成13年）4月 株式会社三菱東京フィナンシャル・グループ取締役会長、2004年（平成16年）4月 三菱信託銀行株式会社会長、2004年（平成16年）6月 株式会社三菱東京フィナンシャル・グループ取締役、2005年（平成17年）9月 株式会社三菱東京フィナンシャル・グループ取締役退任。
2005年（平成17年）10月 三菱UFJ信託銀行株式会社取締役会長、2006年（平成18年）6月 三菱マテリアル株式会社監査役、2007年（平成19年）6月 三菱地所株式会社監査役、2008年（平成20年）6月 三菱UFJ信託銀行株式会社最高顧問。